# Morfi Café
Morfi Café fue un programa de televisión de género cocina y humor. Debutó el día lunes 27 de junio de 2016 por la cadena Telefe de Argentina, como parte de un relanzamiento de la parrilla de programación vespertina del canal. Se emitió de lunes a viernes, de 14 a 14:30 y fue una edición extra de Morfi, todos a la mesa, el programa éxito de las mañanas de Telefe.

## Personal
- Conducción: Zaira Nara
- Coconducción: Santiago Giorgini
- Humor: Malena Guinzburg.
- Acompañantes: Santiago Giorgini, Rodrigo Cascón.
- Coreógrafo: Rodrigo Cristofaro.
- Reemplazos temporales: Rochi Cuenca (5 programas), Ivana Nadal (5 programas).

## Piloto
El lunes 20 de junio, una semana antes del estreno oficial, el programa salió al aire por primera vez como prueba piloto y bajo el resguardo de "Programa especial", como se anunciaba. Frente a los buenos resultados, el canal decidió incorporarlo como segmento fijo a partir de la semana siguiente. Compitió con el programa de la Televisión Pública Argentina, Cocineros argentinos

## Sinopsis del programa
En este programa de televisión, Santiago Giorgini se encargaba de endulzar las tardes de la televisión brindando sus exquisitas recetas para acompañar el café. Además, había espacios de humor y música.

## Invitados
| Invitado                     | Profesión         | Programa |
| ---------------------------- | ----------------- | -------- |
| Pablito Ruiz                 | Cantante          | 4        |
| Zaira Nara                   | Modelo/Conductora | 5        |
| Guilherme Winter             | Actor             | 7        |
| Sérgio Marone                | Actor             | 7        |
| Ailén Bechara                | Modelo            | 7        |
| Coki Ramírez                 | Cantante          | 11       |
| Stefanía "Stefy" Xipolitakis | Modelo/Animadora  | 14       |
| Jesse & Joy                  | Cantantes         | 17       |
| Adrián Guerra                | Mago              | 19       |
| Sie7e                        | Cantante          | 20       |
| Marley                       | Conductor         | 21       |
| Tigrou                       | Acróbatas         | 22       |
| Christian Sancho             | Modelo            | 23       |

## Audiencia
| #0  | Lunes     | 20 de junio de 2016 | 6.7 |         | Sí | [ 1 ]  |
| #1  | Lunes     | 27 de junio de 2016 | 6.7 | ↑ Subió | Sí | [ 2 ]  |
| #2  | Martes    | 28 de junio de 2016 | 6.6 | ↓ Bajó  | No | [ 3 ]  |
| #3  | Miércoles | 29 de junio de 2016 | 5.8 | ↓ Bajó  | No | [ 4 ]  |
| #4  | Jueves    | 30 de junio de 2016 | 6.8 | ↑ Subió | Sí | [ 5 ]  |
| #5  | Viernes   | 1 de julio de 2016  | 6.6 | ↓ Bajó  | Sí | [ 6 ]  |
| #6  | Lunes     | 4 de julio de 2016  | 9.1 | ↑ Subió | Sí | [ 7 ]  |
| #7  | Martes    | 5 de julio de 2016  | 7.2 | ↓ Bajó  | No | [ 8 ]  |
| #8  | Miércoles | 6 de julio de 2016  | 6.8 | ↓ Bajó  | Sí | [ 9 ]  |
| #9  | Jueves    | 7 de julio de 2016  | 5.8 | ↓ Bajó  | Sí | [ 10 ] |
| #10 | Viernes   | 8 de julio de 2016  | 6.6 | ↑ Subió | Sí | [ 11 ] |
| #11 | Lunes     | 11 de julio de 2016 | 6.3 | ↓ Bajó  | Sí | [ 12 ] |
| #12 | Martes    | 12 de julio de 2016 | 5.1 | ↓ Bajó  | Sí | [ 13 ] |
| #13 | Miércoles | 13 de julio de 2016 | 5.7 | ↑ Subió | No | [ 14 ] |
| #14 | Jueves    | 14 de julio de 2016 | 5.6 | ↓ Bajó  | No | [ 15 ] |
| #15 | Viernes   | 15 de julio de 2016 | 6.3 | ↑ Subió | No | [ 16 ] |
| #16 | Lunes     | 18 de julio de 2016 | 6.4 | ↑ Subió | No | [ 17 ] |
| #17 | Martes    | 19 de julio de 2016 | 7.1 | ↑ Subió | Sí | [ 18 ] |
| #18 | Miércoles | 20 de julio de 2016 | 6.8 | ↓ Bajó  | No | [ 19 ] |
| #19 | Jueves    | 21 de julio de 2016 | 7.3 | ↑ Subió | Sí | [ 20 ] |
| #20 | Viernes   | 22 de julio de 2016 | 7.3 | = Igual | Sí | [ 21 ] |
| #21 | Lunes     | 25 de julio de 2016 | 7.3 | = Igual | No | [ 22 ] |
| #22 | Martes    | 26 de julio de 2016 | 6.4 | ↓ Bajó  | No | [ 23 ] |
| #23 | Miércoles | 27 de julio de 2016 |     |         |    |        |
| #24 | Jueves    | 28 de julio de 2016 |     |         |    |        |
| #25 | Viernes   | 29 de julio de 2016 |     |         |    |        |

     Emisión más vista hasta el momento.

     Emisión menos vista hasta el momento.

## Ficha Técnica
- Conducción: Santiago Giorgini.